# Phare du cap Colonna
Le phare du cap Colonna (en italien : Faro di Capo Colonna) est un phare actif situé sur l'ancien promunturium Lacinium faisant partie du territoire de la commune de Crotone (Province de Crotone), dans la région de Calabre en Italie. Il est géré par la Marina Militare.

## Histoire
Le cap Colonna est à la pointe ouest du golfe de Tarente, à 9 km au sud-est de Crotone. Le phare, mis en service en 1867, est entièrement automatisé et alimenté par le réseau électrique. Il possède un Système d'identification automatique pour la navigation maritime (AIS ATON).

## Description
Le phare  est une tour octogonale en maçonnerie de 22 m de haut, avec double galerie et grande lanterne, au-dessus d'une maison de gardien de deux étages. La tour est peinte en blanc et le dôme de la lanterne est gris métallique. Le bâtiment d'habitation est jaune ocre. Il émet, à une hauteur focale de 40 m, un éclat blanc de 0,5 seconde par période de 5 secondes. Sa portée est de 24 milles nautiques (environ 44 km) pour le feu principal et 18 milles nautiques (environ 33 km) pour le feu de veille.
Identifiant : ARLHS : ITA-010 ; EF-3404 - Amirauté : E2118 - NGA : 10600 .

## Caractéristiques dufeu maritime
Fréquence : 5 secondes (W)
- Lumière : 0,5 seconde
- Obscurité : 4,5 secondes

|              |
| Capo Colonna |

|          |
| Le phare |

### Lien connexe
- Liste des phares de l'Italie